# Castelândia
Castelândia é um município brasileiro do interior do estado de Goiás, Região Centro-Oeste do país. Sua população estimada em 2023 era de 2,985 habitantes. Localiza-se na região sudoeste do estado, uma das mais produtivas de Goiás.
Gentílico: castelandense.
Altitude média: 494 m; Altitude mínima: 397 m; Altitude máxima: 768 m.
Tem como principais afluentes o Ribeirão Castelo, divisa com Rio Verde; e o Rio dos Bois, o qual faz divisa com Maurilândia, Bom Jesus de Goiás e Quirinópolis (Rio dos Bois (Goiás)).
Castelândia é Distrito Judiciário da Comarca de Maurilândia.

## História
Distrito criado com a denominação de Castelândia, pela Lei municipal nº 361, de 5 de janeiro de 1963, subordinado ao município Rio Verde.
Pela Lei estadual nº 8.111, de 14 de maio de 1976, o distrito de Castelândia deixa de pertencer ao município Rio Verde para ser anexado ao município de Maurilândia.
Pelo acórdão do Superior Tribunal Federal (STF), proferido nos autos da Representação nº 10.422, de 21 de agosto de 1980, foi declarada inconstitucional a criação do distrito de Castelândia, sendo anexado o seu território novamente ao município de Rio Verde.
Elevado à categoria de município com a denominação de Castelândia, pela Lei estadual nº 11.400, de 16 de janeiro de 1991, desmembrado de Rio Verde.
A instalação do município de Castelândia deu-se efetivamente em 1º/01/1993.
Sua história remonta a década de 1940, com o surgimento de assentamentos de algumas famílias pioneiras, tais como: Izidoro Ferreira Martins e sua esposa Luzia Ferreira Martins; Abílio José de Freitas e sua esposa Idelcina Pereira Martins; Andirá e outros.
Localizada às margens da rodovia Sul Goiana (GO-319), originou o povoado/distrito de Castelândia no município de Rio Verde, cuja toponímia "Castelândia" é a junção de Castelo (Ribeirão) com "Andirá" (Uberlândia), destino da maioria dos viajantes à época.
Castelândia dista 83 km do município-mãe (Rio Verde), o que dificultou a assistência material ao então distrito de Castelândia. Assim, quando se emancipou (foi elevada a município, em 1991), sofreu com as consequências de implantar toda a infraestrutura com recursos financeiros próprios que praticamente não existiam para o funcionamento de todos os setores, tais como: Educação, Saúde, Assistência Social, e instalação da Prefeitura e Câmara Municipal.
Castelândia possui três (3) escolas públicas, destacando-se o Colégio Estadual Dona Elba Ferreira Garcia que oferece o Ensino Médio.
Seu primeiro Prefeito foi eleito em 1993, Luiz Antonio Coelho (PMDB), hoje já falecido, ao lado de sua esposa Margarida Gomes Coelho, ex-vereadora da cidade, também filiada ao PMDB.
Em 1997, assumiu o comando do Poder Executivo, Ednaldo Andrade Miguel (PP), vulgo "Meinha", ao lado de sua esposa Leonilda Aparecida de Paula Miguel,  vencendo um forte adversário: Sérgio Borges (PMDB).
"Meinha" Ednaldo Andrade Miguel reelege-se em 2001 (PP), vencendo a candidata do PMDB, Margarida Gomes Coelho (ex-primeira dama) e o candidato do PFL, Manuel Rosa do Prado (ex-Presidente da Câmara de Vereadores).
No dia 1º de janeiro de 2005, assumiu a gestão municipal, Octávio Antonio Dias Júnior (PSDB), vencendo seus adversários Eduardo de Paula Mattos (PMDB) e Osmar Queiroz (PPS), apoiado nas eleições por "Meinha". À época, a primeira-dama, Arlene Guimarães Barboza Dias, foi nomeada como Secretaria da Saúde e Assistência Social.
O Poder Executivo de Castelândia, no mandato de 2009-2012, é novamente representado pelo "Meinha" Ednaldo Andrade Miguel (PMDB).
Em 2012, Meinha vence pela 4° vez a corrida pela cadeira da prefeitura. É reeleito prefeito do município, vencendo o comerciante João Maria. 
No ano de 2016, as eleições municipais tiveram como vencedor o comerciante Marcos Antônio Carlos apoiado por Ednaldo Andrade (Meinha), que o inseriu na política filiando-o ao MDB.
Em 2020 em pleno periodo de pandemia do COVID-19, Marcos Antônio Carlos foi reeleito prefeito, vencendo seu ex-apoiador, Meinha. 
A bancada de vereadores é composta por 9 representantes ao todo (https://camaracastelandia.go.gov.br/acesso-a-informacao/mesa-diretora).
O município de Castelândia é geograficamente privilegiado, distando 4km da BR-452 que liga as cidades de Rio Verde-GO à Itumbiara-GO.
A economia da cidade é formada, majoritariamente, pelo setor de serviços, agropecuária e poder público (primeiro setor).
A Paróquia de Castelândia possui a Igreja Menino Jesus de Praga, sito na praça principal da cidade, além da Capela Nossa Senhora, a qual compõe o território da Diocese de Jataí, região do sudoeste goiano.
Há também outras igrejas protestantes, como a Assembleia de Deus, Congregação Cristã do Brasil, Igreja Mundial do Poder de Deus, etc..
"Em nossa cidade, acreditamos no potencial do nosso país. Levaremos o nome de Castelândia para o mundo."

Jefferson Eduardo Alves, vulgo "Cientista".